# Jorge Silva Melo
Jorge Silva Melo (Lisboa, 7 d'agost de 1948-Lisboa, 14 de març de 2022) va ser un cineasta, actor, dramaturg, traductor, assagista, crític de teatre i cinema i cronista portuguès.

## Biografia
Va estudiar cinema en la London Film School (1969-1970) i teatre en Berlín juntament amb Peter Stein, en Milà juntament amb Giorgio Strehler, becat per la Fundació Calouste Gulbenkian. Va ser part del Grup de Teatre de Lletres, mentre va ser estudiant de la Universitat de Lisboa. Va ser també professor de la Escola Superior de Teatre e Cinema.
En 1972 va fundar el Teatre de Cornucòpia, al costat de Luis Miguel Cintra, que es va integrar fins a 1979.
És autor de les obres de teatre Seis Rapazes Três Raparigas, António, Um Rapaz de Lisboa, O Fim ou Tende Misericórdia de Nós, Prometeu, Num País Onde Não Querem Defender os Meus Direitos, Eu Não Quero Viver basat en l’obra Não Sei de Kleist, (en col·laboració amb Miguel Borges) i O Navio dos Negros, així com el llibret de Le Château dês Carpathes de Philippe Hersant, basat en l’obra de Jules Verne.
Fou cronista de Mil Folhas, suplement del periòdic Público.
El 25 d'abril de 2004, va rebre el grau de Comandant de l'Orde de la Llibertat.

## Filmografia
Com a director de cinema
- Sofia Areal: Um Gabinete Anti-Dor (2016)
- Álvaro Lapa: A Literatura (2008)
- Conversas com Glícínia - documental (2004);
- António, Um Rapaz de Lisboa (2000);
- Joaquim Bravo, Évora, 1935, etc, etc, Felicidades - documental (1999);
- A Entrada na Vida (1997)
- Palolo, Ver o Pensamento a Correr - documental (1995);
- Coitado do Jorge (1993);
- Agosto (1987);
- Ninguém Duas Vezes (1985);
- Passagem ou a Meio Caminho (1980).

Com a actor
- Das Tripas Coração, de Joaquim Pinto (1992);
- Swing Troubadour, como Victor Largillière, de Bruno Bayen (1991);
- O Bobo, de José Álvaro Morais - veu (1987);
- Repórter X, como Camilo, de José Nascimento (1987)
- Uma Rapariga no Verão, de Vitor Gonçalves (1986);
- Vertiges, de Christine Laurent (1985);
- Le Soulier de Satin, de Manoel de Oliveira (1985);
- A Ilha dos Amores, de Paulo Rocha (1982);
- Conversa Acabada, de João Botelho (1982);
- Silvestre, com a D. Paio, de João César Monteiro (1982);
- Quem Espera por Sapatos de Defunto Morre Descalço, de João César Monteiro (1970).

Com a guionista
- Conversas com Glícínia, de Jorge Silva Melo - documental (2004);
- O Pedido de Emprego, de Pedro Caldas (2000);
- António, Um Rapaz de Lisboa, de Jorge Silva Melo (1999);
- Longe Daqui, de João Guerra (1994);
- Coitado do Jorge, de Jorge Silva Melo (1993);
- Xavier, de Manuel Mozos (1992);
- O Desejado, de Paulo Rocha (1988);
- Agosto, de Jorge Silva Melo (1987);